# Chrzest Jezusa (obraz Cimy da Conegliano)
Chrzest Jezusa (wł. Battesimo di Cristo) – obraz temperowy działającego w Wenecji malarza Giovanniego Battisty Cimy, pochodzącego z Conegliano. Znajduje się w ołtarzu głównym kościoła San Giovanni Battista in Bragora.

## Okoliczności
W 1475 roku podjęto dzieło kolejnej przebudowy kościoła San Giovanni Battista in Bragora. Szczególną uwagę poświęcono prezbiterium, jako miejscu zarezerwowanym dla duchownych. W latach 1486–1503 dokonano tu skomplikowanych zmian, budując chór przeznaczony również na modlitwy kolegium księży, oddzielony od nawy głównej poprzez lektorium, które zbudował Sebastiano Mariani, architekt z Lugano. Zaplanowane modyfikacje dotyczyły również nowego wystroju wnętrza, w tym nowych obrazów, do realizacji których zaangażowano takich artystów jak Alvise Vivarini, Bartolomeo Vivarini i Cima da Conegliano. Na autora obrazu do ołtarza głównego wybrano w 1492 roku Cimę da Conegliano, który niedawno przybył do Wenecji. Zleceniodawcą był proboszcz parafii, Cristoforo Rizzo. Obraz był pierwszym zleceniem tego artysty po jego przybyciu do Wenecji. Nie jest do końca jasne, dlaczego do namalowania obrazu wybrany został przybysz, a nie Vivarini, którzy mieli wówczas dominującą pozycję w mieście. Obraz pierwotnie spoczywał bezpośrednio na ołtarzu, wsparty o ścianę apsydy, a przynajmniej bardzo blisko niej, podniesiony o kilka stopni. Później został umieszczony wyżej i zawieszony około półtora metra ponad stołem ołtarzowym, tak aby nie przesłaniało go obszerne tabernakulum. Obraz oprawiono też w ozdobną ramę, zwieńczoną od góry tympanonem, otoczonym złamanym półkolem. Dzieło zostało częściowo uszkodzone przez nieudane, XVIII-wieczne restauracje. W 1989 i 1999 roku obraz poddano zabiegom konserwatorskim, dzięki którym został w znacznej mierze przywrócony do stanu swojej dawnej świetności.

## Opis
Cima da Conegliano użył jako tła jednego z najpiękniejszych pejzaży malarstwa weneckiego, w którym wzrok widza kieruje się w głąb sceny, wzdłuż wijącej się rzeki Jordan. Na wzgórzu z lewej strony stoi na skalistym urwisku malownicza fortyfikacja. Górska ścieżka, która stopniowo wspina się w kierunku horyzontu, wydaje się być inspirowana pogórzem z okolic Treviso, skąd pochodził artysta. Krystaliczne i czyste powietrze nadaje scenerii poczucie idyllicznego spokoju. Na pierwszym planie widoczna jest harmonijna sylwetka Chrystusa, skąpana w świetle padającym z prawej strony. Jan Chrzciciel, pełen szacunku, jakby wahający się, pozostaje w cieniu, ale jego twarz i dłoń z naczyniem odcinają się na tle jasnego świtu. Na lewo aniołowie w kolorowych szatach asystują w obrzędzie chrztu. Dwaj z nich trzymają szaty Chrystusa, którego wzrok, wraz ze wzrokiem anioła stojącego za swymi towarzyszami, skierowany jest w kierunku widza.
Obraz cechuje oryginalność osobistych rozwiązań. Zauważyć w nim można subtelne i głębokie emocje, harmonię relacji i równowagę walorów ludzkiej postaci i środowiska przyrodniczego, widoczną również w innych dziełach tego artysty. Cima da Conegliano był jednym z pierwszych artystów, którzy zastosowali format wielkowymiarowych pejzażowych motywów w swych pracach. Chrzest Jezusa jest jednym z najstarszych przykładów obrazu zrealizowanego dla ołtarza, na którym znajduje się nieprzerwanie.

## Analiza

### Trójca Święta
Obraz przedstawia kulminacyjny moment świętego wydarzenia: „A oto otworzyły Mu się niebiosa i ujrzał Ducha Bożego zstępującego jak gołębicę i przychodzącego na Niego. A oto głos z nieba mówił: «Ten jest mój Syn umiłowany, w którym mam upodobanie»”(Mt 3,16-17). Bóg Ojciec poprzez zstąpienie Ducha Świętego uświęca misję Syna, która ma się rozpocząć na Ziemi. Artysta z przenikliwą finezją ukazał szczegóły trudnego do przedstawienia aktu teofanii i wizualizacji tajemnicy Trójcy Świętej. Trzymając się ewangelicznej narracji, mówiącej o „głosie z nieba” zrezygnował z antropomorficznego przedstawienia Ojca, uciekając się raczej do częstego w Starym Testamencie obrazu Boga jako chmury, tak jak w Księdze Wyjścia i w Księdze Izajasza, w których tylko wybrańcy ludu widzieli blask chwały Pana. Idąc tym śladem przedstawił chmurę, z której wyłania się, wśród promieni światła, gołębica Ducha Świętego, otoczona koroną aniołów w różnych kolorach: Serafinów w czerwieni, jako gorejących miłością, Cherubinów w błękicie, kolorze wiedzy i Tronów w żółcieni, tradycyjnie przedstawianych w tym kolorze. Istoty te należą do najwyższych anielskich chórów, które są zawsze z Bogiem; ich ciała, składające się zasadniczo z tej samej materii, co powietrze, są niewidoczne dla śmiertelników. Natomiast niższe chóry anielskie, wysłane do pomocy ludziom, zostały przedstawione – jako postacie cielesne – w osobach trzech aniołów, trzymających szaty Chrystusa i gotowych mu służyć. Wyrafinowany język, użyty przez artystę dla oddania Trójcy Świętej musiał być jednak bardzo trudny do zrozumienia dla większości, skoro w późniejszej epoce zdecydowano się na dodanie wyobrażenia Ojca Przedwiecznego w formie antropomorficznej, umieszczonego w tympanonie ramy obrazu.

### Jan Chrzciciel
Jan Chrzciciel chrzcił dotychczas ludzi wodą, wzywając ich przy tym do pokuty i nawrócenia się w oczekiwaniu na rychłe przyjście Mesjasza. Zapowiadał jednak, iż „Ten, który idzie za mną (...), chrzcić was będzie Duchem Świętym i ogniem” (Mt 3, 11), w Chrystusie bowiem dokonuje się tak naprawdę – według apostoła św. Pawła – nowy chrzest, dzięki któremu po śmierci i zmartwychwstania „możemy wkroczyć w nowe życie” (Rz 6,4). Gdy więc nadszedł Jezus, Jan Chrzciciel wyciągnął rękę, aby wylać wodę na Jego głowę. Wiedział, że jest to Ten sam, o którym mówił: „Ja nie jestem godzien, aby (...) rozwiązać rzemyk u Jego sandałów” (Mk 1,7). Zstąpienie Jezusa w wody Jordanu zapowiada jego ofiarę dla odkupienia ludzi, co stanowi nawiązanie do tajemnicy eucharystycznej, celebrowanej na ołtarzu.